# Storlien (stacja kolejowa)
Storlien grense – stacja kolejowa w Storlien, w regionie Jämtland w Szwecji, jest oddalona od Trondheim o 16 km.

## Położenie
Jest położona na północ od drogi E14 na norweskiej linii Meråkerbanen i szwedzkiej Mittbanan. Leży na wysokości 600 m n.p.m. w odległości 3,5 km od granicy szwedzko-norweskiej.

## Ruch pasażerski
Stacja obsługuje bezpośrednie połączenia do Sztokholmu, Trondheim i Östersund.

## Obsługa pasażerów
Poczekalnie, automat biletowy, parking, kawiarnia w pobliżu.